# Maria Carolina Ribeiro
Maria Carolina Ribeiro Alvares Kacman (Porto Alegre, 21 de maio de 1978) é uma atriz brasileira.

## Biografia
Maria Carolina começou sua carreira como atriz infantil, aos nove anos de idade, no musical A Noviça Rebelde, que percorreu o Rio Grande do Sul em 1987. Interrompeu sua carreira por dez anos para terminar os estudos regulares, mas não deixou de fazer cursos de teatro durante a adolescência. Prestou vestibular para Medicina mas, aos vinte anos, entrou no Departamento de Arte Drámatica da UFRGS e passou a se dedicar exclusivamente à carreira de atriz. Em 1999 foi para Londres, onde matriculou-se na Theatre School de Philippe Gaulier, que cursou enquanto estudava inglês e trabalhava para se manter.
Voltou ao Brasil em 2000 e começou carreira na tevê, fazendo séries regionais na RBS TV, afiliada da Globo no Rio Grande do Sul e Santa Catarina. Fez especiais para a RBS TV de Porto Alegre, destacando-se a série Contos de Inverno nos episódios "Jogos do Amor e do Acaso", onde contracenou com Werner Schünemann e protagonizando "Faustina", além de participações no teatro e em curtas-metragens como João, Mãe Coragem e Lótus. em 2002, estabelecendo-se no Rio de Janeiro, onde em seguida fez um teste e foi aprovada para o musical Ópera do Malandro, de Chico Buarque, fazendo o papel de Catarina Blue.
Em 2005 foi chamada para a versão brasileira da telenovela Floribella , da Rede Bandeirantes, na qual, além de fazer o papel da vilã Delfina Torres Bettencourt, também participou como cantora, gravando uma faixa do CD da trilha sonora. Por este trabalho, Maria Carolina foi eleita atriz revelação do ano de 2005 pelos leitores do UOL Televisão. Na segunda temporada de Floribella, que foi ao ar em 2006, Maria Carolina voltou a interpretar Delfina, e gravou duas faixas no CD da trilha sonora: Meu e Caprichos. No final de 2006, começou a gravar a telenovela Paixões Proibidas, interpretando Eugênia Valente. Em 2008 foi contratada pela RecordTV, participou de Caminhos do Coração e logo em seguida foi escalada para o elenco de Poder Paralelo, onde interpretou Neide, uma das assassinas ocultas principais da trama. Em 2018, rodou o filme Mudança de Fabiano de Souza.

## Filmografia

### Televisão
| Ano     | Título                    | Personagem                 | Notas                                    |
| ------- | ------------------------- | -------------------------- | ---------------------------------------- |
| 2001    | Histórias Curtas          | Empregada 1                | Episódio: "Pois é, Vizinha"              |
| 2001    | Contos de Inverno         | Alícia                     | Episódio: "Jogos do Amor e do Acaso"     |
| 2001    | Contos de Inverno         | Faustina                   | Episódio: "Faustina"                     |
| 2005–06 | Floribella                | Delfina Torres Bittencourt |                                          |
| 2007    | Paixões Proibidas         | Eugênia Valente            |                                          |
| 2008    | Caminhos do Coração       | Silvana Madiano            | Episódios: "14 de fevereiro–11 de abril" |
| 2008    | Faça Sua História         | Babi                       | Episódio: "Sob as Ordens de Mamãe"       |
| 2009    | Poder Paralelo            | Neide Queiroz              |                                          |
| 2011    | Insensato Coração         | Vivian Delamare            | Episódios: "15–23 de março de 2011"      |
| 2013    | Para que Servem os Homens | Paula                      |                                          |
| 2014    | Oxigênio                  | Helena                     |                                          |
| 2015    | Notas de Amor             | Cláudia da Costa           |                                          |

### Cinema
| Ano  | Título               | Papel     | Nota           |
| ---- | -------------------- | --------- | -------------- |
| 2001 | Veneno da Lata       |           | Curta-metragem |
| 2002 | A Paixão de Jacobina | Carolina  |                |
| 2003 | João                 |           | Curta-metragem |
| 2003 | Mãe Coruja           |           | Curta-metragem |
| 2006 | Lótus                |           | Curta-metragem |
| 2015 | #garotas: O Filme    | Cassandra |                |
| 2015 | Real Beleza          | Mulher    |                |
| 2019 | Mudança              |           |                |

## Teatro
| Ano  | Título                | Personagem                 |
| ---- | --------------------- | -------------------------- |
| 1987 | A Noviça Rebelde      |                            |
| 2003 | Ópera do Malandro     | Catarina Blue              |
| 2006 | Floribella: O Musical | Delfina Torres Bittencourt |

## Discografia

### Singles
| Ano  | Canção               | Disco                                | Videoclipe |
| ---- | -------------------- | ------------------------------------ | ---------- |
| 2005 | "Você Vai me Querer" | Floribella                           |            |
| 2006 | "Caprichos"          | Floribella 2: É pra Você Meu Coração |            |
| 2006 | "Meu"                | Floribella: O Musical                |            |
| 2006 | "Pobre dos Pobres"   |                                      |            |

## Prêmios e indicações
| Ano  | Prêmio                      | Categoria              | Indicação  | Resultado | Ref    |
| ---- | --------------------------- | ---------------------- | ---------- | --------- | ------ |
| 2005 | Melhores do Ano Uol PopTevê | Melhor Atriz Revelação | Floribella | Venceu    | [ 13 ] |
| 2006 | Prêmio Contigo! de TV       | Melhor Atriz Revelação | Floribella | Indicado  | [ 14 ] |
| 2006 | Troféu Leão Lobo            | Melhor Atriz Revelação | Floribella | Venceu    | [ 15 ] |